# 伊波拉浩劫
《伊波拉浩劫》（英語：The Hot Zone）是由理查德·普雷斯顿撰寫的1994年非虛構書籍，內容是關於病毒性出血熱的緣起和相關事件，並以埃博拉病毒與馬爾堡病毒的案例為主。在本書出版之前，普雷斯顿在1992年10月26日於《紐約客》雜誌上發表文章熱區危機（Crisis in the Hot Zone），與本書部分內容有重疊。

## 中譯本
| 書名 | 出版社                     | 出版日期                  | 叢書            | 規格   | 頁數  | ISBN               | 備註                         |
| ---- | -------------------------- | ------------------------- | --------------- | ------ | ----- | ------------------ | ---------------------------- |
|      | 輕舟出版社（臺灣）         | 1996年3月（第一版第一刷） | 品味小說(46)    | 平裝書 |       | ISBN 9578701624    | 譯者：侯萍                   |
|      | 城邦文化（臺灣）           | 2015年5月5日（初版）      | 科學新視野(116) | 平裝書 | 384頁 | ISBN 9789862727911 | 譯者：林雨蒨、張淑貞、蔡承志 |
|      | 上海译文出版社（中國大陸） | 2016年3月                 |                 | 平裝書 | 290頁 | ISBN 9787532771493 | 譯者：姚向辉                 |

## 影視改編

### 電影
普雷斯顿在《紐約客》發表的文章熱區危機引起好萊塢關注，許多片商希望將之改編成電影。1993年1月，二十世紀福斯製片人琳达·奥布斯特成功買下該文章的電影改編權，合約金額是40萬美元（電影開拍之前僅預付10萬美元）。競標失敗的其他製片人之一阿诺德·科派尔森（與华纳兄弟合作）則另行籌備同題材的電影，也就是1995年上映的《恐怖地带》。
導演麥可·曼恩與雷利·史考特有意執導改編電影。1994年2月，史考特確定擔任《熱區危機》的導演，該片與《恐怖地带》形成兩家片商之間的競爭。1994年5月，報導稱勞勃·瑞福與茱迪·科士打將擔任主演。詹姆斯·V·哈特負責執筆劇本。該片的預算為4000萬美元，並已訂好開拍的時間。
1994年8月，《熱區危機》宣告取消。根據《纽约时报》報導，史考特、瑞福與科士打三位主要成員存在劇本方面的意見分歧，科士打在1994年7月退出，而在失去女主角的同時，競爭對手《恐怖地带》已經開拍。女主角的替補人選包含羅蘋·萊特、荷莉·亨特、莎朗·史東、瑪麗莎·托梅、潔美·李·寇蒂斯與蘇珊·莎蘭登，8月12日時一度決定是梅麗·史翠普，但史翠普選擇接演《廊桥遗梦》而導致計畫失敗。瑞福在幾天後退出，史考特的製片公司於1994年8月18日聲明該片已取消，已挹注的850萬美元付諸流水。一些相關人員將這起失敗歸咎於人事問題，以及《熱區危機》與《恐怖地带》雙方為了競爭而操之過急。